# Castillo de Ares
El castillo de Ares del Maestre es Bien de Interés Cultural, declarado como tal de manera genérica, y, así consta en la Dirección General de Patrimonio Cultural de la Generalidad Valenciana, estando anotado ministerialmente con el número RI-51-0010118, y fecha de anotación, 9 de noviembre de 1997.
Se le conoce también como castillo árabe de Ares y se ubica en la Muela del Castillo, a unos 1231 metros de altitud, en el término municipal de Ares del Maestre, en la comarca del Alto Maestrazgo, en la provincia de Castellón.

## Historia
Se trata de un castillo de origen romano. Fue la primera plaza que conquistó el rey Jaime I de Aragón, entre 1231- 1232. Se trata de un castillo estratégicamente situado, lo que ha hecho que se le considerase siempre un firme baluarte guerrero, ya que además contaba con murallas que flanquean la ascensión y torre vigía en lo alto que fue utilizada incluso durante la Guerra Civil Española.
Tras su reconquista, fue donado al caballero En Latró, el cual concedió carta de población en 1243. Más tarde, perteneció a diversos propietarios: al señorío de N'Artal d'Alagó, a la Corona, al Temple y a la Orden de Montesa. Esta última, instituye Ares como cabeza de la Encomienda de su nombre.
Como se ha comentado anteriormente, debido a su estratégica posición, participó en sucesivas contiendas bélicas, como las guerras de la Unión, de Sucesión y las Carlistas.

## Descripción
Se puede describir como un castillo roquero, puesto que parte de él está excavado directamente en la roca, en la cual penetra hasta 43 metros dando lugar a una cueva a la que se accede desde un escalón inferior, que albergaría la población primitiva del mismo y el baluarte de entrada con la torre, semicircular. La planta del castillo era irregular, pudiéndose distinguir tres recintos, dos semiconcéntricos, adquiriendo de este modo una posición estratégica para la vigilancia y defensa del Coll d'Ares. Su torre del homenaje era circular, con un diámetro de 8 metros.
En la actualidad está totalmente arruinado.